# Ying Yin
 (mai 2019).
Si vous disposez d'ouvrages ou d'articles de référence ou si vous connaissez des sites web de qualité traitant du thème abordé ici, merci de compléter l'article en donnant les références utiles à sa vérifiabilité et en les liant à la section « Notes et références ».
 (mai 2019).
Ying Yin (en chinois : 英茵 ; pinyin : yīng yīn, née le 28 mars 1916 à Pékin et décédée le 23 juin 1942 à Shanghai) est une actrice de cinéma chinoise mandchoue qui eut ses heures de gloires dans les années 1930 et 1940.
Elle est la fille de Ying Lianzhi, fondateur de différents journaux et ayant participé au développement du catholicisme en Chine, et la sœur de Ying Qianli, qui suit une éducation catholique et part pour l'Europe.

## Filmographie[1],[2]
- Jianmei Yundong (1930)[3]
- Haitang Hong (海棠红) (1936)[4]
- Au carrefour (十字街頭) (1937)
- Bao jian xiang (保家乡) (1939)[5]